# Aleksandar Bakočević
Aleksandar Bakočević (en serbe cyrillique : Александар Бакочевић ; né le 8 novembre 1928 à Užice - mort le 13 janvier 2007 à Belgrade) était un homme d'État serbe. Il a été maire de Belgrade et président de l'Assemblée nationale de la république de Serbie.

## Biographie
Aleksandar Bakočević naît le 8 novembre 1928 à Užice. Il effectue ses études élémentaires et secondaires dans sa ville natale puis étudie la Faculté de droit de l'université de Belgrade.
Dans les premières années de l'après-guerre, il se distingue en tant que chef des jeunesses communistes, en s'engageant notamment dans la culture dont il fait ensuite l'une de ses activités principales. Il est président de l'association culturelle de la jeunesse « Ivo Lola Ribar », secrétaire de l'Union culturelle et éducative de la république socialiste de Serbie et devient directeur du Théâtre sur Terazije, spécialisé dans les œuvres contemporaines.
Au début des années 1970, Aleksandar Bakočević devient vice-président du conseil exécutif de la république socialiste de Serbie, chargé des questions de la culture et de l'éducation. Dans l'exercice de cette fonction, il se montre favorable à la renaissance des traditions culturelles et spirituelles serbes[réf. nécessaire].
De 1980 à 1983, il est directeur de l'agence de presse Tanjug puis il dvient directeur du journal Politika. De 1986 à 1990, il devient président de l'assemblée municipale de Belgrade, l'équivalent d'un maire, et décide la reconstruction de la rue Knez Mihailova, la plus importante de la capitale serbe, et de la rénovation du Théâtre national.
De juin 1991 à janvier 1993, devenu député, il est président de l'Assemblée nationale de la république de Serbie ; après cela, il se refuse à assurer d'autres fonction publique. En revanche, en 1996, il est encore président du Comité olympique de Serbie et dirige la délégation yougoslave aux Jeux olympiques d'été d'Atlanta.
En 1999, pendant le bombardement de la Serbie par l'OTAN, Aleksandar Bakočević travaille à l'état-major de l'armée de Yougoslavie et est promu au grade de général-major.
Il meurt à Belgrade le 13 janvier 2007.

## Postérité et vie privée
Aleksandar Bakočević a été membre de la Ligue des communistes de Serbie et de la Ligue des communistes de Yougoslavie puis du Parti socialiste de Serbie (SPS). Il est l'auteur de nombreux articles sur le système politique et la culture.
Il était marié à la cantatrice Radmila Bakočević.